# Fernando Torrico
Fernando Torrico Cabrera (Cochabamba, Bolivia; 31 de mayo de 1963) es un cantante y músico boliviano. Intérprete de música cristiana, antes de música folclórica.

## Biografía
Durante los últimos años de la década de los ochenta y los primeros años de la década de los noventa, formó parte de la agrupación folclórica Kjarkas donde, junto con Edwin Castellanos, compuso Ritmo negro, Mi samba mi negra, El picaflor y No temas enamorarte.
En 1996, bajo la dirección musical del argentino Bebu Silvetti fue fundador del grupo Tupay, palabra que en quechua significa "punto de encuentro". Tras la disolución del dúo, Fernando se convirtió al cristianismo evangélico y luego emigró a los Estados Unidos donde actualmente reside con su esposa, la cantante beniana Gina Gil y el resto de su familia. Con su esposa, formaron el dúo de música cristiana llamado Latidos. Actualmente solo se dedica a interpretar alabanzas, en algunas ocasiones ha visitado Bolivia solo para presentarse en iglesias protestantes e interpretar música cristiana, de lo que fue uno de exponentes intérpretes del folclore bolivianos. En la temporada de primavera de 2016, participó como jurado en La Fábrica de Estrellas - Star Academy, un programa de la UNITEL.